# Santuario dell'Icona Passatora
Il santuario dell'Icona Passatora (o Santa Maria delle Grazie) è un edificio di culto cattolico, databile tra il XIV e il XV secolo, situata vicino al paese di Ferrazza, frazione del comune di Amatrice, in provincia di Rieti.
La chiesa si trova a 1057 m s.l.m., in un pianoro ai piedi dei Monti della Laga. Grazie ad attenti restauri, gli interni della chiesa sono rimasti pressoché inalterati dalla fine del XV secolo ai giorni nostri.

## Storia
La chiesa dell'Icona Passatora viene eretta intorno al 1480 per incorporare una piccola edicola chiamata dal popolo Madonna di Canalicchio, dal nome della località. Secondo la tradizione, l'immagine risale agli inizi del Trecento ed era posta in un luogo di passaggio di pastori e viandanti e per tale ragione fu soprannominata Cona Passatora. Su iniziativa di Callidea di Ferrazza, si decise di costruire un piccolo santuario per proteggere l'immagine ritenuta 'miracolosa' in quanto dispensatrice di grazie. 

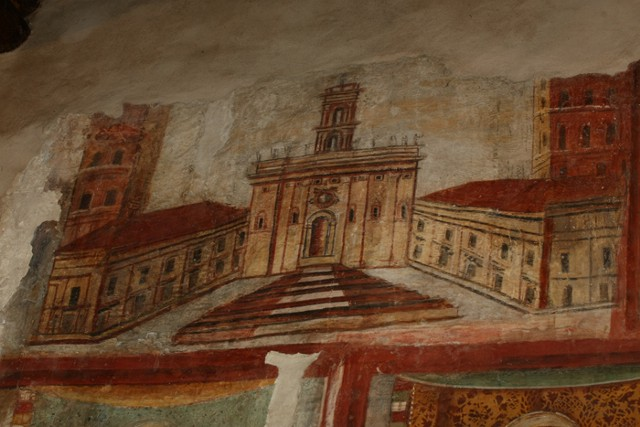
Il terreno dove sorse la chiesa apparteneva a San Giovanni in Laterano, come ricorda un affresco all'interno

Il terreno su cui sorse il tempietto era di proprietà di San Giovanni in Laterano, come attestano molti documenti antichi. La chiesa originale era più corta: essa terminava all'altezza degli altari laterali e questo è ben visibile dalla tessitura muraria. Le pareti interne furono affrescate da artisti locali, tra cui il Maestro di Configno e Dionisio Cappelli, autore di parte delle decorazioni dell'abside (dove è visibile la sua firma).
Nel 1488, chi visita l'Icona Passatora nel giorno della festa della Madonna gode dell'indulgenza.
Dopo il 7 ottobre 1571, giorno della Battaglia di Lepanto, l'edificio viene ampliato e la facciata in pietra arenaria traslata nell'attuale posizione. Vengono costruiti i due altari laterali, dedicati alla Madonna del Rosario e alla Natività.
Nel corso dell'Ottocento sono aggiunti due altari in legno e altri elementi, poi rimossi in successivi restauri. Sulla Facciata, in pietra arenaria, troviamo il Nodo di Salomone, uno dei Simboli che, frequentemente, venivano scolpiti dagli Antichi Costruttori.
Il Nodo di Salomone simboleggia, nella sua valenza originaria, proprio l’unione profonda dell’Uomo con la sfera del Divino e, nella sua continuità, l’Infinito e l’Eternità. 
A fianco la chiesetta, fu costruita una piccola cappella detta del Crocifisso, allargata nel XIX secolo per allinearla con la facciata del santuario e diventare sede della Confraternita.
Nel 1958 la Soprintendenza ai monumenti del Lazio esegue lavori di restauro del tetto e della muratura mentre gli interventi dell'anno seguente sono opera delle Belle Arti. Infine, nel 1984 il restauratore Livio Iacuitti si occupa degli affreschi interni, eccetto quelli dell'abside.
In passato, presso l'Icona Passatora era custodito un dipinto su tavola con Cristo morto in grembo a Maria addolorata, trafugato prima del 1892.

### La Confraternita
Originariamente, la chiesa era annessa all'Abbazia di San Lorenzo a Trione (sicuramente già nel 1580) e sorgeva su terreni di proprietà di San Giovanni in Laterano. Documenti del 1595 e del 1688 del Capitolo lateranense attestano la presenza della Confraternita dell'Icona Passatora, un'aggregazione laica che gestiva oltre 12 ettari di terreni, il cui ricavato veniva impiegato per la gestione del santuario. Tra San Giovanni in Laterano e la Confraternita esisteva non solo una compartecipazione spirituale ma anche un preciso regolamento approvato dalle autorità lateranensi.
Il 2 febbraio 1843, dopo aver riformato le proprie regole, viene ufficialmente riconosciuta dal re delle Due Sicilie Ferdinando II. Dopo l'ampliamento, la Cappella del Crocifisso diventa sede della confraternita. Nel 1836 la congregazione costituisce il Monte Frumentario. Nel 1861 si rinomina in Congrega di Santa Maria delle Grazie di Cona Passatora. Infine, nel 1898, le proprietà del santuario sono incamerate e l'amministrazione della chiesa passa alla Congregazione di Carità di Amatrice.

## Interno
L'interno della chiesa è a navata unica con soffitto a carena. Le pareti interne sono interamente affrescate e gran parte delle immagini si sono conservate nel corso dei secoli. La pittura è stato uno strumento prezioso per l'istruzione della popolazione, in periodi in cui la maggioranza delle persone era analfabeta: ma le immagini dell'Icona Passatora testimoniano anche la forte devozione dei fedeli e molti dipinti sono stati realizzati in segno di ringraziamento per i benefici ricevuti (Ex voto). Gli affreschi sono opera di più artisti vissuti in periodi differenti e in maggioranza rimasti ignoti: solo di un pittore si conosce con esattezza l'identità e si tratta di Dionisio Cappelli, che firmò le sue stesse opere.

### Edicola centrale
Essa racchiude l'antica immagine che dà il nome al santuario e che secondo la tradizione risale agli inizi del XIV secolo. Secondo alcuni studi, sarebbe invece meno antica e taluni attribuiscono l'opera a Campilio da Spoleto, che operò a Colle d'Arquata nel 1482. La nicchia è in pietra dorata e dipinta, realizzata tra il 1481 e il 1509. Presenta un timpano triangolare dove è raffigurata una colomba mentre sotto è presente il simbolo dell'eucaristia, tra teste di angeli e gli stipiti scanalati con capitello composto; è presente la scritta Altare privilegiato quotidiano perpetuo. Sull'architrave è riportato: Indulgenza Plenaria.
Ai lati, troviamo più figure: Sant'Antonio Abate e Santa Lucia a sinistra; Maria col Bambino e San Sebastiano a destra. Le immagini sono di notevole qualità, probabilmente opera di un artista rimasto ignoto di scuola marchigiana del Crivelli.

### Abside parete frontale
Al centro dell'abside si trova il grande affresco in stile umbro di Dionisio Cappelli raffigurante Cristo in Gloria che incorona la Vergine, circondato da figure di angeli che suonano gli strumenti musicali tipici del periodo (tamburello, zampogna e zufolo). 
- Santissima Trinità. Affresco con Dio Padre che regge con le mani la croce e la colomba dello Spirito Santo posata sul petto di Gesù. Opera attribuita a un modesto allievo del Cappelli[2].
- Sant'Antonio Abate. Anch'esso opera di un seguace di Dionisio Cappelli rimasto sconosciuto e soprannominato pittore di S.Antoni; di discreta qualità.
- San Rocco e San Sebastiano. Una finta nicchia racchiude i due santi, con conchiglia sulla calotta.
- Adorazione dei Magi. I Re Magi sono rappresentati secondo l'iconografia tipica che faceva coincidere ogni personaggio con una delle Tre età dell'uomo; dietro di loro, cavalieri cavalcano con stendardi e vessilli: quello centrale mostra la bandiera che San Giovanni da Capestrano portava con sé, durante la predicazione contro i Turchi.
- Crocifissione (1509). Opera densa di drammaticità, sintetizza in un'unica immagine tutta la narrazione dei Vangeli: il colpo di lancia al costato di Cristo, la spartizione delle vesti, l'aureola sul capo del centurione romano (considerato santo nel Medioevo per aver riconosciuto in Gesù il Figlio di Dio), l'anima del buon ladrone che ascende al cielo e l'angelo piangente che raccoglie il sangue del Messia.
- lato sinistro: Madonna col bimbo poppante (1543). Affresco di buona qualità, realizzato sopra un precedente ex voto, con forti influenze della pittura umbro-romano-abruzzese di inizio Cinquecento.
- Sottarco: I dodici apostoli. Mezzi busti degli apostoli all'interno di riquadri. In rilievo, la figura di San Giovanni Evangelista.
- Volta del presbiterio: I quattro dottori della Chiesa occidentale. Sono raffigurati San Girolamo, Sant'Ambrogio, Sant'Agostino e Sant'Alberto Magno, con grande cura nella rappresentazione dei mantelli.
- Pilastro destro del presbiterio. In un doppio riquadro sono presenti due piccoli dipinti, con San Paolo di Tebe raffigurato con chioma bianca e rosario, insieme a Sant'Antonio Abate. Sopra, un piccolo cartiglio riporta la firma dell'autore e la data: Hoc Dionisius Francisci Cappellis de Amatrice me pitit, 1508.Affresco di Vergine in trono col Bambino, che sorregge una città (1492)

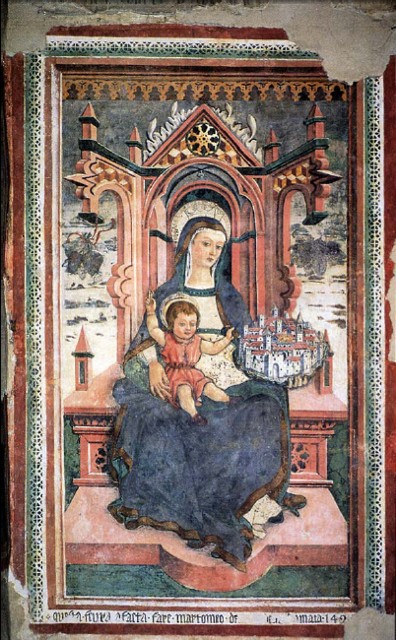
Affresco di Vergine in trono col Bambino, che sorregge una città (1492)

- Fronte dell'arco del Presbiterio. Annunciazione (1494). Opera di pregevole fattura, il cui autore è però ignoto: probabilmente si tratta di un artista della scuola di Carlo Crivelli[3]. Molti sono gli elementi allegorici: la porta si spalanca come all'arrivo di un forte vento, immagine dello Spirito di Dio che è soffio di vita; il pavone vicino a Maria raffigura l'immortalità; una fantesca (domestica) scruta attenta l'orizzonte; un gatto esce dalla tana; due tartarughe sono adagiate sulla casa della Vergine; in alto, Dio Padre (appena visibile a causa del deterioramento dell'affresco); sullo sfondo, il criptico paesaggio da poco tornato alla luce.
- Lato sinistro. Vergine in trono col Bambino, che sorregge una città (1492).  L'affresco, come riportato dalla scritta in basso, è un dono degli abitanti della vicina frazione di Fiumata, piccolo paese più volte distrutto dalle piene del fiume Tronto, che invocava la protezione della Madonna. L'autore è ignoto ma è ben evidente l'influenza della pittura di Carlo Crivelli: da notare la forte somiglianza con la tavola di Pietro Alemanno conservata nel museo diocesano di Ascoli Piceno, anch'essa del 1492. La Vergine regge in mano una città, ma non è chiaro se si tratti di Amatrice o di una città ideale. Da notare che simili raffigurazioni sono presenti anche in altre chiese di Amatrice.
- Lato destro. La Vergine tra i santi Antonio e Lucia, con due angeli sul bordo del trono. L'aureola della Madonna è in rilievo e un tempo era dorata. Affresco di ottima fattura, opera probabilmente del Maestro della Misericordia di Configno. Ai piedi di Sant'Antonio, un cinghiale pezzato, specie tipica del territorio senese.

### Parete destra
Sono presenti più figure tra cui San Silvestro e il martirio di Santa Caterina di Alessandria. 
- In alto. Crocifisso tra due santi. Alla base della croce è raffigurato un teschio, richiamo alla morte e al parallelo tra Adamo, primo uomo che ha condotto l'umanità al peccato e alla morte, e Cristo, nuovo Adamo che dona la vita a tutti gli uomini.
- Cristo portacroce. Rispetto agli altri affreschi, questa raffigurazione esula dagli schemi tipici dell'iconografia e la rende particolarmente interessante. Cristo è rappresentato con il braccio sinistro teso verso un calice, che viene riempito dal sangue che fuoriesce dalla ferita dei chiodi: probabilmente si voleva ribadire al popolo il dovere di santificare le feste con la partecipazione alla messa e all'eucaristia, tralasciando le attività materiali (raffigurate dagli strumenti dipinti sullo sfondo). Un'iscrizione riporta che le committenti furono alcune donne. Una simile immagine è custodita in una chiesa di Visso.
- Madonna delle Misericordie o del popolo. Opera attribuita al Maestro di Configno[4], caratterizzata da tratti raffinati e colori vivaci, raffigura la Madonna che offre riparo sotto il suo manto ai fedeli.
- San Sebastiano. Piccola immagine del santo di pregevole qualità. Il culto di San Sebastiano era molto diffuso in zona ed era invocato contro la peste e ogni forma di castigo divino.
- Vergine col Bambino e i santi. Sono raffigurati Maria, San Giovanni Battista e Santa Maria Egiziaca. L'abile mano che ha realizzato l'affresco rivela la presenza di un altro artista, rimasto tuttavia sconosciuto. È riportato il nome del committente,  Sansonicto de Colalorenzo, insieme alla data, 1490.
- Natività. Si trova nella parte di chiesa costruita dopo il 1571. Nonostante doti artistiche modeste, l'autore è stato capace di descrivere bene lo stupore della nascita di Gesù sul volto dei personaggi.

### Parete sinistra

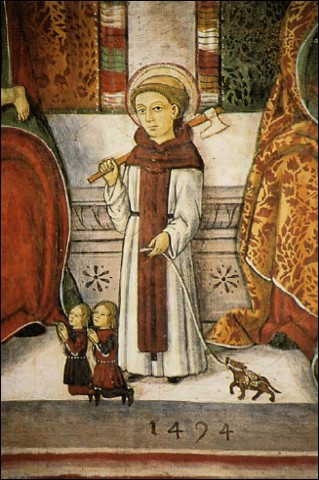
Affresco che ritrae Sant'Amico di Avellana

- Madonna del cardellino. Affresco solo parzialmente visibile, esattamente speculare a quello conservato nella chiesa di Sant'Agostino (Amatrice). Il tema è preso dai Vangeli Apocrifi.
- Gruppo di quattro santi. Sono raffigurati: l'apostolo Giacomo (con la conchiglia e il bordone del pellegrino), Santa Cristina che uccide il drago, Sant'Antonio Abate e San Leonardo diacono (protettore dei carcerati e delle partorienti) con in mano le manette.
- Vicino alla porta. Madonna col Bambino. Affresco dominato dalla bellezza del volto di Gesù Bambino.
- Due Madonne e Sant'Amico di Avellana in mezzo. Il santo è rappresentato con il lupo addomesticato, che secondo la leggenda venne reso mansueto dal frate dopo che l'animale gli aveva sbranato l'asino. Le due figure più piccole vicine al santo sono i committenti.
- Pietà. Affresco modesto ma espressivo.
- Basilica del Laterano. L'immagine testimonia che il santuario sorse su un terreno di proprietà della basilica di San Giovanni in Laterano. All'esterno, su una lapide è scritto: In fundo sacrosantae later. Ecclesiae eidemque subiecta.
- Madonna del Rosario coi 15 misteri. L'altare venne realizzato dopo l'ampliamento della chiesetta e dipinto da un artista di Montereale. L'immagine fu realizzata per riconoscenza a Maria. Sono presenti le figure di: San Domenico, Santa Caterina e papa Sisto V.
- Tabernacolo. Risale al XIX secolo ed è realizzato in legno intagliato dorato e dipinto. Probabilmente faceva parte di un altare successivamente rimosso.
- Stendardo. Tela ricamata dipinta ad olio dalle suore dell'Aquila, su commissione di Monsignor Antonio D'Antoni. L'opera è stata restaurata in occasione del Giubileo del 2000 dalle suore di Sant'Onofrio, in Ascoli Piceno.

### Ex Voto

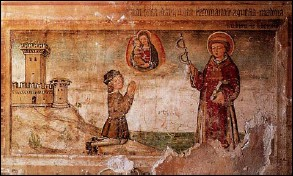
Ex Voto: la Madonna e San Leonardo liberano un prigioniero della Rocca di Arquata del Tronto

Nella fascia inferiore dell'abside e della Chiesa sono raffigurati ex voto. Sulla parete sinistra sono presenti:
- Indemoniata liberata dallo spirito maligno, con scritto: questa è una spirdata forte recomannata a questa Madonna.
- Uomo con giumento ritrova la via dopo essersi smarrito a causa della nebbia. L'iscrizione recita: Sperse la via a male tebu, recomannosse a questa cona e fu liberato.
- Giovane imprigionato nella Rocca di Arquata del Tronto invoca Maria e San Leonardo e ottiene la libertà. Nella Rocca d'Arquata recomannosse a questa vergene Maria e fo liberato.
- Uomo travolto da una valanga. se lu menò la lama d... ne...

Sulla parete destra sono raffigurate altre grazie ricevute per l'intercessione della Madonna:
- Uomo in preghiera davanti l'asinello precipitato in una scarpata. Pertimeo della fiumata gliese spalò l'asinu per le vene, recomannos.
- Donna con bambino ringrazia per il dono della maternità. Una dona non ficia fili... recomannosse a questa Madonna... mo li facit...
- Ragazzo cade da un ciliegio. rutilante de Cornillu se cascò de la cerescia... recomannosse a questa cona e non se fece male.
- Uomo con mal di denti. ... uno spasma a li denti...

## Cappella del Crocifisso
Il piccolo locale contiene un affresco attribuito a Dionisio Cappelli raffigurante una crocifissione, dallo stile simile a quelle presenti nella chiesa. Ai piedi dell'immagine era presente un altare. Il piccolo locale fu ingrandito nel XIX secolo e divenne la sede della Confraternita. Oggi è la sacrestia dell'Icona Passatora.

## Altro
La festa della Madonna delle Grazie cade ogni anno la seconda domenica di agosto. La funzione religiosa termina con la pittoresca processione che si svolge intorno al santuario. A tale rito partecipano tutti gli abitanti delle frazioni limitrofe, in abiti tipici.
Fino agli anni sessanta, accanto alla chiesa si ergeva un'alta e antica quercia, soprannominata Cerro della Cona. L'albero superava i 30 metri di altezza e in passato potrebbe essere stato al centro di alcuni culti pagani, riassorbiti nel Medioevo nella devozione alla Vergine Maria.
La chiesa è una delle tappe del trekking di devozione detto delle "sette chiese".

### La descrizione di Padre Giovanni Minozzi
(Padre Giovanni Minozzi)

## Galleria d'immagini

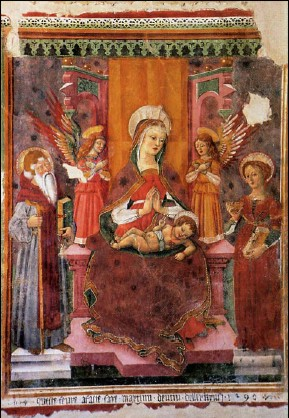
Affresco della Vergine col Bambino, con i santi Antonio e Lucia